# Juha Lindström
Juha Lindström är huvudkaraktär i Jonas Gardells romaner En komikers uppväxt och Ett ufo gör entré, samt bifigur i romanen Jenny.
Juha Lindström växer upp i den fiktiva Stockholmsförorten Sävbyholm under 1970-talet. I En komikers uppväxt är han 12 år gammal, och i Ett ufo gör entré 15 år.
I TV-serien En komikers uppväxt spelas den unge Juha av David Boati och den vuxne Juha av Björn Kjellman.